# 華氏

カ氏度を使用する国
カ氏度・セルシウス度の両方を使用する国
セルシウス度を使用する国

カ氏度、華氏度（かしど、英語: degree Fahrenheit、記号: °F）は、数種ある温度目盛りのうちのひとつであり、1度の温度間隔がケルビンの1.8分の1（9分の5）である。真水の凝固点を32 カ氏温度、沸点を212 カ氏温度とし、その間を180等分して1 カ氏度としたものである。

## 概要
ドイツの物理学者ガブリエル・ファーレンハイトが1714年に作成した温度計の目盛りに由来する温度目盛り。
カ氏度は他の温度と同様「度」の単位がつけられ、他の温度による値と区別するためにファーレンハイトの頭文字を取って“°F”と書き表される。
「32 °F」は日本語では「華氏32度」、「32 カ氏度」、英語では“32 degrees Fahrenheit”または“32 °F”と表現される。

## 語源
考案者のガブリエル・ファーレンハイトにちなむ。ファーレンハイト度、華氏度（かしど）ともいう。華氏の語源は、ファーレンハイトの中国音訳「華倫海特（ファルンハイトゥ、繁体字: 華倫海特; 簡体字: 华伦海特; 拼音: Huálúnhǎitè）」から「華」+人名に付ける接尾辞「氏」で、「華氏」「温度」になった。

## カ氏度とカ氏温度
「セルシウス度（degree Celsius）」と「セルシウス温度（Celsius temperature）」が異なる概念であるのと同様に、「カ氏度（degree Fahrenheit）」と「カ氏温度（Fahrenheit temperature）」とは異なる概念である。すなわち、計量単位令の別表第7 項番3が定義しているように、カ氏度は温度間隔を指し、カ氏温度はカ氏度で表される温度を指す。しかし一般にはこの違いは意識されず混同されることが多い。

## 計量法における位置づけ
日本の計量法では、ヤード・ポンド法の一つとして、例外的に限定した取引又は証明（ヤード・ポンド法#日本における使用を参照）に用いる場合にあっては「当分の間、法定計量単位とみなす。」こととされている（計量法附則第5条第2項）。
その計量単位は「カ氏度」と定められている。したがって、計量法上は、「ファーレンハイト度」や「華氏度」を使用することは禁止されている（詳細は、セルシウス度#用法を参照）。
カ氏度とカ氏温度の定義は次の通りである。計量法上は、カ氏度・カ氏温度は、セルシウス度・セルシウス温度から定義されているのではなく、SI基本単位であるケルビンとケルビンで表した熱力学温度の値によって直接に定義されている。
カ氏度は温度間隔であるから、単に「ケルビンの1.8分の1」と定義される。これに対して、カ氏温度は、温度の高さであるから、「熱力学温度の値の1.8倍 - 459.67」とやや複雑である。
なお、上記の定義中の数値、459.67 = 273.15 × 1.8 - 32 の関係がある。
セルシウス温度をカ氏温度で表すと「セルシウス温度の値の1.8倍に32を加えたもの」となる。
カ氏度の単位記号は、「°F」である。国際単位系国際文書では、数値と単位記号の間には1字分の空白を挿入すること（セルシウス温度の表記も同じ）になっており（国際単位系#量の値の形式）、カ氏度の表記においても数値と「°F」の間に1字分の空白を挿入する。

## 他の単位との換算
|                                                                                          | 華氏から                    | 華氏へ                    |
| ---------------------------------------------------------------------------------------- | --------------------------- | ------------------------- |
| セルシウス度                                                                             | [°C] = ([°F] − 32) × 5⁄9    | [°F] = [°C] × 9⁄5 + 32    |
| ケルビン                                                                                 | [K] = ([°F] + 459.67) × 5⁄9 | [°F] = [K] × 9⁄5 − 459.67 |
| ランキン度                                                                               | [°R] = [°F] + 459.67        | [°F] = [°R] − 459.67      |
| 温度の間隔は以下のようになっている。 1 °F = 1 °R = 5⁄9 °C = 5⁄9 K 他の温度の単位への換算 |                             |                           |

カ氏度による温度目盛では水の融点を32 °F、沸点を212 °Fとする。水の氷点と沸点の間は180度に分割される。カ氏温度Fは、ケルビンKやセルシウス度Cと以下の関係にある。
{\displaystyle F={\frac {9}{5}}K-459.67}
{\displaystyle F={\frac {9}{5}}C+32}
{\displaystyle C={\frac {5}{9}}(F-32)}
計量法では、一番上の式によって、ケルビンからカ氏温度が定義されている。
| °F    | °C    |
| ----- | ----- |
| −40.0 | −40.0 |
| −30.0 | −34.4 |
| −22.0 | −30.0 |
| −20.0 | −28.9 |
| −10.0 | −23.3 |
| −4.0  | −20.0 |
| 0.0   | −17.8 |
| 10.0  | −12.2 |
| 14.0  | −10.0 |
| 20.0  | −6.7  |
| 30.0  | −1.1  |
| 32.0  | 0.0   |
| 40.0  | 4.4   |
| 50.0  | 10.0  |

| °F    | °C   |
| ----- | ---- |
| 50.0  | 10.0 |
| 60.0  | 15.6 |
| 68.0  | 20.0 |
| 70.0  | 21.1 |
| 80.0  | 26.7 |
| 86.0  | 30.0 |
| 90.0  | 32.2 |
| 100.0 | 37.8 |
| 104.0 | 40.0 |
| 110.0 | 43.3 |
| 120.0 | 48.9 |
| 122.0 | 50.0 |
| 130.0 | 54.4 |
| 140.0 | 60.0 |

| °F    | °C    |
| ----- | ----- |
| 140.0 | 60.0  |
| 150.0 | 65.6  |
| 158.0 | 70.0  |
| 160.0 | 71.1  |
| 170.0 | 76.7  |
| 176.0 | 80.0  |
| 180.0 | 82.2  |
| 190.0 | 87.8  |
| 194.0 | 90.0  |
| 200.0 | 93.3  |
| 210.0 | 98.9  |
| 212.0 | 100.0 |
| 220.0 | 104.4 |
| 230.0 | 110.0 |

カ氏温度とセルシウス温度との間の変換において、おおよそ「61 °F → 16 °C」「82 °F → 28 °C」の関係（一の位と十の位の交換）がある。これは、温帯における気温の範囲にあり、大雑把な変換の目安としてしばしば用いられる。
セルシウス温度にケルビンが対応するのと同様、絶対零度を0としてカ氏温度に相当する目盛りを振ったランキン度がある。

## 歴史

### ファーレンハイトによる考案[4][5]
ファーレンハイトは1707年に塩氷（約-20℃）を-90度、水の融点を-30度、ヒトの体温を90度とする不等間隔の温度目盛りをもつ温度計を作成していたが、オーレ・レーマーからの助言をうけ、1714年に塩氷を0度、水の融点を32度、ヒトの体温を96度とする（ほぼ）等間隔目盛りの温度計を作成した。2台の温度計が正確に一致すると、温度計を提供されたクリスティアン・ヴォルフが報告している。この温度計はアルコールを用いたアルコール温度計で、欧州の年間の気温を0から100の範囲でほぼカバーできるため、気象用として用いられた。当時は100で分割するよりも約数の多い数字で分割するのが普通であった。塩氷の定点は後に定点としては用いられなくなった。
1718年前後にファーレンハイトは感温液として水銀を用いた水銀温度計を開発した。アルコール温度計はアルコールが沸騰してしまうため水の沸点を計測できない問題があったが、水銀を用いることでより高温まで測定可能となった。一方、アルコールより膨張率の小さい水銀は、ガラスの熱膨張の影響を受けやすく、ファーレンハイトが当初製作していたものは本来205℉であるべき水の沸点が212℉と計測されていた。後にファーレンハイトは水銀温度計の温度定点を氷点（32℉）と沸点（212℉）に変更したため、氷点（32℉）と体温（96℉）で校正された気象用のアルコール温度計とは一致せず、しばらくは同じ華氏で二通りの温度目盛りが存在していた。後にすべての温度計が氷点と沸点を使うように変更された。この修正のため、ヒトの体温は96℉ではなくなった。

### 英語圏での歴史
17世紀の気象科学の発展に伴い、英国では様々な温度計で温度が測定されていた。欧州の他の地域と同様、徐々に華氏温度計が一般的になったが、定点の不確実性が問題になっていた。1776年から1777年にかけ、ヘンリー・キャヴェンディッシュによって王立協会に委員会が組織され、気圧や水圧等の問題点を考慮した精密な定点の校正法が提示された。
英国では1824年には度量衡法で華氏を用いており、事実上華氏が通用していた。
1960年代まで、多くの英語圏の国で、カ氏度（およびカ氏温度）は気候・産業・医療における温度の基準となっていた。1960年代後半から1970年代にかけて、メートル法への切り換えの一環としてセルシウス度（およびセルシウス温度）の導入が政府によって行われた。しかし切り換えのための努力にもかかわらず、現在でも一部の国、地域、分野ではカ氏度が使用されている。
アメリカ合衆国・ジャマイカではメートル法への置き換えが生産者側・消費者側の両方で大きな抵抗に遭っているため、カ氏度は様々な分野で広く使われ続けている。同様にイギリスの一部では低い温度はセルシウス温度で表されるが、日常的に使われる温度はカ氏温度で測定されている。
カナダの天気予報や報道機関は全てセルシウス度を使い、日常でもセルシウス度が使われているが、カナダのキッチンオーブンや一部のエアコンは、カ氏度で利用されることがある。これは、アメリカ向けの家電製品を使う機会が多いため、カ氏度が初期設定としてセットされているためである。最近は、アナログ表示が減り、デジタル表示の製品が増え、簡単にカ氏温度とセルシウス温度との切り替えが可能になっているため、カ氏温度のみを表示する製品は減少している。
ニュージーランドやオーストラリアでは完全にセルシウス度（およびセルシウス温度）への移行が完了している。

### 日本での歴史
平賀源内が1765年に作った温度計「日本創製寒熱昇降器」には、極寒、寒、冷、平、暖、暑、極暑の文字列のほか数字列も記されており華氏を採用していた。

### 華氏支持者の主張
アイザック・アシモフは、西欧の通常の気温が0 °Fから100 °Fの範囲に収まるのに対し、セルシウス温度ではとくに異常がなくても気温がマイナスの数字になりうることを指摘している。
カ氏度の支持者は、これはカ氏度が利用者にとって親しみやすいからだと主張している。地球上の居住可能地域の大部分で気温変化は0 °F（−17.8 °C）から100 °F（37.8 °C）の範囲に収まる。
- 〜20 °F  (〜−6.7 °C)  - 厚い霜が降りる。即座に凍え死ぬ寒さ。
- 20 °F〜  (−6.7 °C〜)  - 薄い霜が降りる。
- 30 °F〜  (−1.1 °C〜)  - 寒い。氷点に近い。極寒。
- 40 °F〜  (4.4 °C〜)   - 寒い。厚い衣服が必要。
- 50 °F〜  (10.0 °C〜) - 涼しい。適度な厚さの衣服で十分。運動には適温。
- 60 °F〜  (15.6 °C〜) - 暖かい。薄手の衣服が必要。
- 70 °F〜  (21.1 °C〜) - 適度に暑い。夏服が必要。
- 80 °F〜  (26.7 °C〜) - 暑いが耐えられる。少なめの衣服。猛烈な暑気。
- 90 °F〜  (32.2 °C〜) - とても暑い。過熱に対する予防措置が必要。
- 100 °F〜 (37.8 °C〜) - 危険なほど暑い。生存には危険な酷暑。

またカ氏温度での人間の平熱が98.6 °F（37.0 °C）であることはよく知られていて、体温が100 °F（37.8 °C）以上になると治療が必要とされるなど、カ氏度（およびカ氏温度）は生活感覚に直結した温度目盛であると主張している。
別の例では、カ氏度は人間の温度感覚に適合しているとも考えられる。例えば、日本産のカーエアコンの設定温度は日本仕様ではセルシウス温度で0.5 °C刻みが多いが、同じ機種でもアメリカ仕様は1 °F刻みで小数を使わない。

## 参考
- SF作家レイ・ブラッドベリの『華氏451度』 - 華氏451度（摂氏233度）は紙の燃焼点（または引火点）である。未来世界で本が規制され焚書されているという設定から来ている。
- キースの「98.6」 - 人間の平熱とされる華氏98.6度を、歌手のキースはそのままタイトルにして1966年に発表。本国やイギリスなどでヒットした。
- アメリカ合衆国のロックバンド、ボン・ジョヴィの『7800°ファーレンハイト（7800° Fahrenheit）』 - 華氏7800度は岩（ロック）を溶かす温度である。
- マイケル・ムーア監督の映画『華氏911』 - 『華氏451度』と9月11日（アメリカ同時多発テロ事件）をかけたもの。

## 符号位置
| 記号 | Unicode | JIS X 0213 | 文字参照         | 名称       |
| ---- | ------- | ---------- | ---------------- | ---------- |
| ℉    | U+2109  | -          | &#x2109; &#8457; | カ氏度記号 |

Unicodeのカ氏度の記号（文字様記号）は、既存の文字コードとの互換性のために用意されている互換文字である。Unicode標準では、カ氏度の記号はU+00B0 ° degree sign（度）とU+0046 F capital letter f（大文字のF）を組み合わせて使用し、検索の際はこれと一文字のU+2109 ℉ degree fahrenheitを同一視することを推奨している。